# Enterprise (Fernzug)

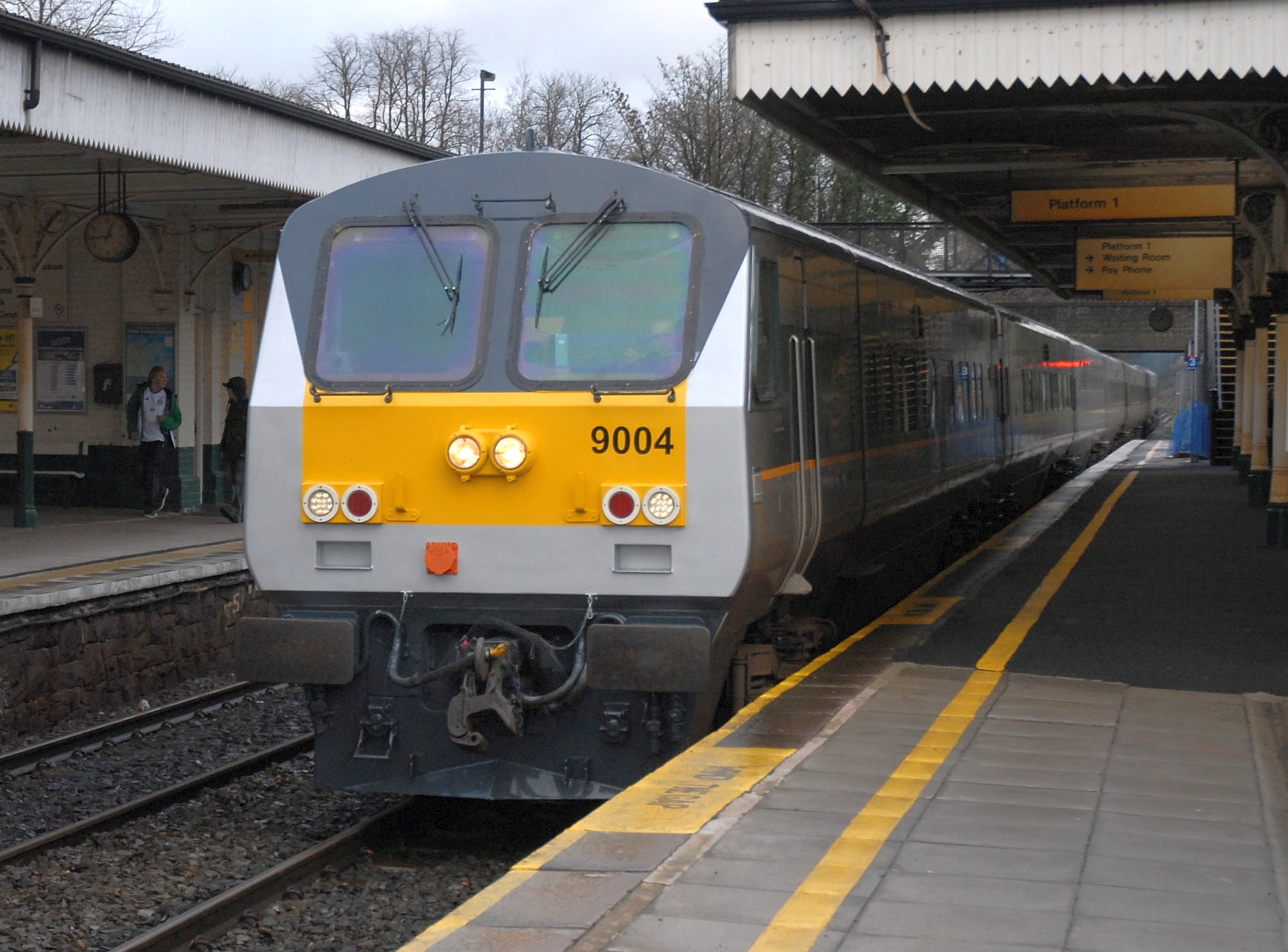
Ein Enterprise-Zug im Jahr 2007

Enterprise ist der Markenname des grenzüberschreitenden Fernzug-Verkehrs zwischen Dublin in der Republik Irland und Belfast in Nordirland. Die Fernzüge werden gemeinsam von der irischen Bahngesellschaft Iarnród Éireann und der britischen Bahngesellschaft Northern Ireland Railways betrieben.

## Geschichte

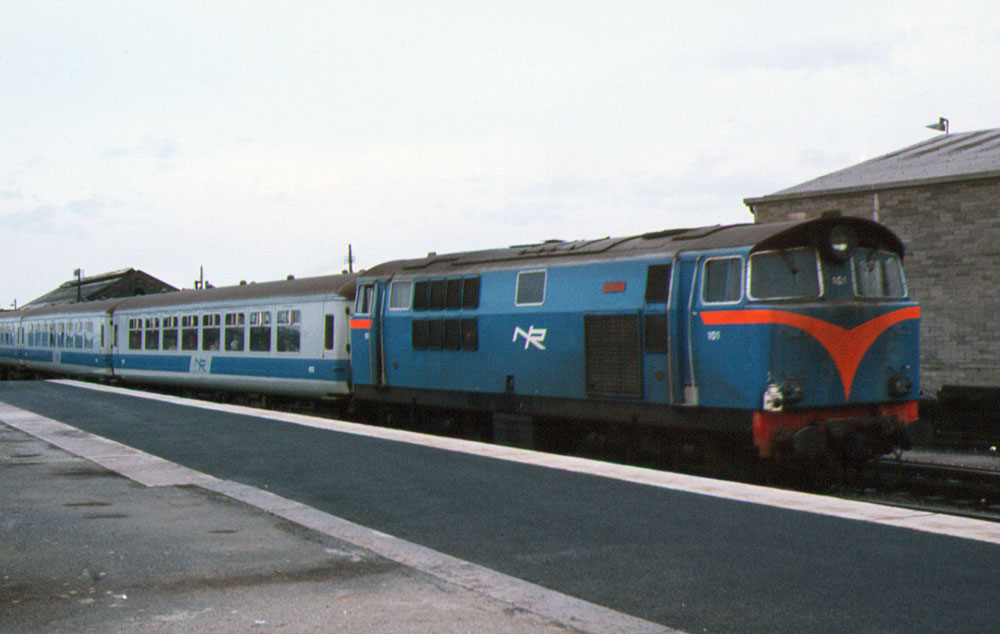
Ein Enterprise-Zug im Jahr 1980

Die Enterprise-Züge verkehrten erstmals am 11. August 1947 und wurden durch die Bahngesellschaft Great Northern Railway betrieben. Das Angebot war ein Versuch, um mit dem Flug- und Straßenverkehr mithalten zu können. Die Grenzkontrollen fanden in den Endbahnhöfen Connolly in Dublin und Central in Belfast statt. Dadurch war es möglich, die Züge ohne Zwischenhalte verkehren zu lassen. Der Versuchsbetrieb erwies sich als Erfolg. Im Oktober 1950 wurde eine Zugverbindung zwischen Belfast und Cork eingerichtet, die jedoch wegen der langen Fahrtzeit von sechseinhalb Stunden unattraktiv war und bereits im September 1953 eingestellt wurde.
Am 1. September übernahm das Great Northern Railway Board, ein Joint-Venture der irischen und der britischen Regierung die Betriebsführung der Enterprise-Züge. Die Betriebsgesellschaft wurde am 1. Oktober 1958 wieder aufgelöst, die Aktiven und Passiven wurden zu gleichen Teilen auf die Vorgänger der heutigen Gesellschaften, Córas Iompair Éireann bzw. Ulster Transport Authority, verteilt.
Über die Jahre war der Betrieb immer wieder von längeren Unterbrechungen geprägt, insbesondere während des Nordirlandkonflikts, als die grenzüberschreitende Strecke oftmals wegen Bombendrohungen gesperrt werden musste. Seit dem Abschluss des Karfreitagsabkommens verläuft der Betrieb hingegen nahezu störungsfrei. Die ruhiger gewordene politische Lage ermöglichte verstärkte Investitionen, so konnte die Höchstgeschwindigkeit auf 145 km/h (90 mph) erhöht werden.

## Rollmaterial
Das Rollmaterial ist je zur Hälfte im Besitz von Iarnród Éireann und Northern Ireland Railways.
| Vorhandene Fahrzeuge                           | Vorhandene Fahrzeuge | Vorhandene Fahrzeuge               | Vorhandene Fahrzeuge | Vorhandene Fahrzeuge | Vorhandene Fahrzeuge  | Vorhandene Fahrzeuge |
| Baureihe                                       | Bild                 | Typ                                | V/max                | Anzahl               | Baujahr               |                      |
| ---------------------------------------------- | -------------------- | ---------------------------------- | -------------------- | -------------------- | --------------------- | -------------------- |
| CIÉ-Klasse 201                                 |                      | Diesellokomotive                   | 164 km/h             | 8                    | 1994–1995             |                      |
| De Dietrich Ferroviaire Waggons (heute Alstom) |                      | Personenwagen                      | 145 km/h             | 28                   | 1996                  |                      |
| Mark 3                                         |                      | Personenwagen mit Zugsammelschiene | 160 km/h             | 4                    | 1980 (renoviert 2009) |                      |

## Streckennetz
Die einzige Route von Enterprise führt von Belfast mit Halten in Portadown, Newry, Dundalk und Drogheda nach Dublin und zurück. Am Sonntag fährt ein Zug von Lisburn nach Dublin, der in Lurgan hält. Zwischen Newry und Dundalk wird die Grenze zwischen Nordirland und der Republik Irland überquert.